# Фисташка Биберштейна
Фисташка Биберштейна (укр. фісташка Біберштейна), или фисташка Никитского ботанического сада (укр. фісташка Нікітського ботанічного саду) — ботанический памятник природы в городском округе Ялта (Ялтинском городском совете) в Крыму. Самый старый экземпляр фисташки в Крыму возрастом около 1700 лет. Дерево растёт на территории Никитского ботанического сада, в 20 м ниже научного корпуса в Верхнем парке. На высоте 1,3 м дерево имеет в обхвате 10,3 м, высота дерева — 12 м. Имеет 8 крупных ветвей-стволов. Дерево бережно опекается, дупла заделаны, оборудован дренаж. Вместе с тем, экскурсанты парка нередко залезают на ветви дерева фотографироваться, что может привести к их поломке.